# Kiyomi Katō (zapaśnik)
Kiyomi Katō (jap. 加藤喜代美 Katō Kiyomi; ur. 8 marca 1948 w Asahikawie) – japoński zapaśnik walczący w stylu wolnym. Złoty medalista olimpijski z Monachium 1972, w kategorii 52 kg.
Szósty na mistrzostwach świata w 1971. Wicemistrz igrzysk azjatyckich w 1970 roku.